# خليف القبة (بني ضبيان)

تعديل مصدري - تعديل

خليف القبة هي إحدى قرى عزلة بني ضبيان بمديرية بني ضبيان التابعة لمحافظة صنعاء، بلغ تعداد سكانها 116 نسمة حسب تعداد اليمن لعام 2004.